# عشرب جناحي الأزهار
عشرب جناحي الأزهار (الاسم العلمي:Exacum pteranthum) هو نوع من النباتات يتبع جنس العشرب من الفصيلة الجنطيانية.